# Tassara
Tassara es una comuna rural de Níger perteneciente a la región de Tahoua. En 2012 tenía una población de 24 457 habitantes, de los cuales 12 602 eran hombres y 11 855 eran mujeres. Desde la reforma territorial de 2011, la comuna forma por sí misma uno de los doce departamentos de la región; antes pertenecía al departamento de Tchin-Tabaraden.
Históricamente Tassara era una región en la cual se hallaba el centro operativo de la comunidad de pastores nómadas conocidos como árabes de Azawagh, siendo el área más oriental donde se llega a hablar el dialecto hassanía. En los años 1970, como consecuencia de una hambruna y una sequía que afectaron gravemente a la región, se decidió constituir aquí la actual localidad de Tassara como centro administrativo de la zona. A finales del siglo XX, la localidad ya tenía unos setecientos habitantes asentados. Junto con la vecina localidad de Tillia, Tassara alberga cada dos años en octubre un encuentro de pastores árabes similar al Cure Salée de los tuaregs de In-Gall, en el cual comienza la trashumancia hacia las tierras del sur por el fin de las lluvias.
Se ubica unos 300 km al norte de la capital regional Tahoua, cerca del límite con la región de Agadez, en el límite entre el desierto del Sahara y el Sahel.